# Azela Robinson
Azela Jacqueline Robinson Cañedo (ur. 26 sierpnia 1965 w Londynie) – meksykańska aktorka.

## Życiorys
Urodziła się w państwie swojego ojca – Anglii. Jej matka była z Meksyku. Azela studiowała na Old Vin Drama Workshop w latach 1980–1982. Wkrótce potem podjęła naukę w National Theatre Workshop. Przeniosła się do Meksyku, gdzie rozpoczęła karierę jako aktorka i zagrała w kilku telenowelach. Później pojawiała się w filmach i na scenie. W 2005 powróciła do grania w telenowelach.

## Życie prywatne
Wyszła za mąż za Roberta Ballesterosa, z którym później wzięła rozwód. Ma syna Alexandra.

## Filmografia

### Telenowele
- El árbol vacío (1991)
- Mátalos Johnny (1991)
- Tiempo de llorar (1996)
- La joya más preciada (1997)
- La última esperanza (1993)
- Pobre niña rica (1995)
- Cañaveral de Pasiones (1996)
- Paulina (1998)
- Labirynt namiętności (1999)
- Potęga miłości (2000)
- Wiosenna namiętność (2001)
- La otra (2002)
- Bajo la misma piel (2003)
- Contra viento y marea (2005)
- Mundo de Fieras (2006)
- Central de Abasto (2008)
- Zaklęta miłość (2009)
- Llena de amor (2010)
- Cachito de cielo (2012)

### Sztuki teatralne
- Todos a la Piscina (1991)
- Trilogía amorosa (1993)
- Cena de matrimonios' (1994)
- Quién le teme a Virginia Wolf (1995)
- La casa de Bernarda Alba (2002)
- Hombres (2005)

### Filmy
- Pelea de colosos (1993)
- Cuentos de suspenso (1992)
- De entre las sombras (1993)
- Entre el amor y la muerte (1994)
- La dama de la noche (1994)
- El extensionista (1991)
- Los insepultos (1991)
- La dama y el judicial (1994)

## Nagrody
- Premio ATCP (1995)
- Prize ACE (1998)
- Premio Sol de Oro (1999)
- Premio ACE (1999)
- Gold Palms Prize (2000)
- Prize Gran Aguila de Venezuela (2000)
- Los Premios Palmas de Oro (2001)
- Premio ACTP (2002)
- Premio ACTP (2003)
- Premio ACTP (2008)